# Excedente
En economía y en términos generales, el excedente ('excedente económico o total o excedente marshaliano) es la diferencia entre el valor de los bienes y servicios producidos por una comunidad durante un determinado período de tiempo y el valor de la parte de esos bienes y servicios necesarios para el sostenimiento (reproducción) de sus habitantes. La existencia de excedente es condición para que el bienestar general de los ciudadanos de un país o su número puedan aumentar.
Un excedente es, a su vez, resultado de la suma de dos excedentes: el excedente del productor y el excedente del consumidor. El excedente del consumidor es el "sobrante" o ganancia monetaria del consumidor al adquirir un producto a un precio determinado, que es a la vez menor al precio estimado o al mayor precio existente (del producto) en el mercado. El excedente del productor es la cantidad monetaria que recibe como "ganancia extra" fuera del gasto de producción, al vender su producto a un precio mayor al ya disponible en el mercado. En otras palabras es el dinero que "sobra" y dicho así, se obtiene como ganancia (aparte del dinero que recompone gastos de producción o satisface otras necesidades), a partir de un precio menor o mayor al estimado para adquirir un producto. 
El excedente es la parte de la producción que sobra una vez cubiertas las necesidades básicas y el consumo corriente. El excedente puede acumularse (almacenarse), si es convertido en moneda es posible su ahorro.
Referido a ingresos y gastos, es sinónimo de superávit.

## Historia del excedente

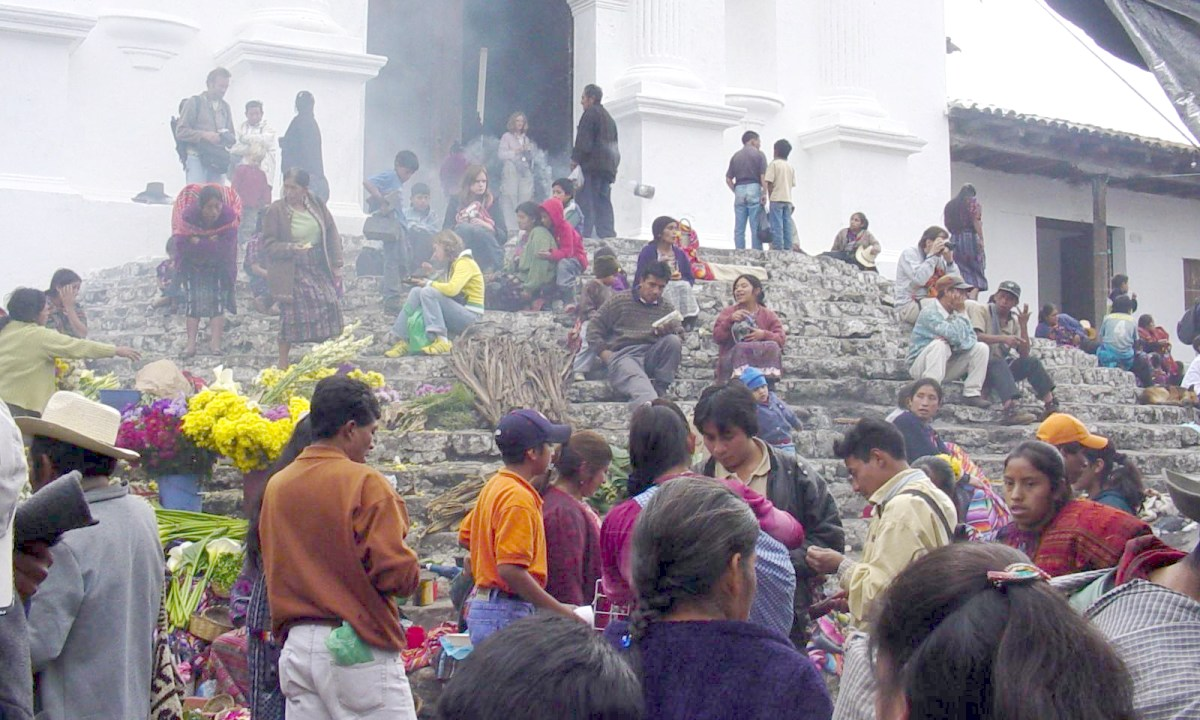
Mercado tradicional en Guatemala.

En el Neolítico, con la aparición de la agricultura y la ganadería, el trabajo productivo, era parte de la producción que excedía el consumo y que se comenzó a usar como intercambio por otros bienes o reconocimiento y posición (estatus social) que no tenían. Esto fue el resultado de la especialización de los clanes, ya que solo disponían de los productos que ellos mismos producían, es decir, necesitaban otros productos y utilizaban su excedente para conseguirlos a través del trueque. Cuando, más tarde los clanes se hicieron sedentarios y producían todo lo que les era necesario para vivir, se dijo que eran autosuficientes, no necesitaban nada.
El intercambio, que se llevaba a cabo con el excedente es la primera manifestación natural del venderlos.

## Excedente económico y plusvalía
El excedente económico real es la diferencia entre la producción real generada por la sociedad y su consumo efectivo corriente. Resulta por lo tanto idéntico al ahorro o acumulación, normalmente mediante activos (instalaciones, equipos, saldos positivos resultado del comercio exterior, atesoramiento de monedas y oro...)
El excedente económico es menor que la noción de plusvalía de Karl Marx. Así resulta que el excedente económico real es la parte de la plusvalía que está siendo acumulada y se
vende
por eso se debe recalcar que todos los entes económicos deben estar perfectamente equilibrados
para que así las fuerzas motrices de una economía no tengan ningún tipo de impacto en la decisiones del consumidor

## Excedentes del consumidor

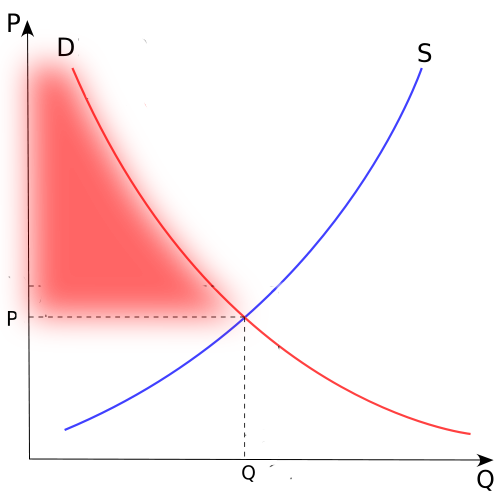
La zona coloreada muestra el excedente del consumidor.

El excedente del consumidor se considera la diferencia existente entre la cantidad máxima que un consumidor está dispuesto a pagar por una cantidad determinada de un bien y lo que en la realidad paga por una cantidad determinada de ese bien.
En esta sección, analizaremos con detalle cómo los consumidores se benefician al ser ofrecidos un precio más bajo. La demanda de la pizza se representa, medida en el eje horizontal en número de pizzas demandadas por mes y en el eje vertical su precio. Al trazar un curva de demanda se mantiene constante los gustos, el ingreso, y los precios de los bienes relacionados; únicamente varía el precio de la pizza.
Sea un precio de 8$ (o superior), la utilidad marginal de otros bienes que podría adquirir por 8$ es superior que la utilidad marginal de una pizza; por lo tanto se abstiene de comprar este producto. 
Al precio de 7$ compra una pizza al mes, de manera que la utilidad marginal de la pizza excede lo que habría podido obtener si gastara ese dinero en cualquier otra alternativa. 
A 6$ se anima a comprar dos pizzas al mes. La segunda pizza tiene al menos un valor de $6 para el consumidor (si no, no la compraría). A un precio de $5 adquiere tres pizzas al mes, y a $4, compra cuatro al mes. 
En cada caso, el valor de la última unidad adquirida para el consumidor debe, por lo menos, igualar el precio; de otra manera, no habría comprado esa unidad. De esta forma, a lo largo de la curva de demanda el precio refleja su valoración marginal que es el valor del dólar de la utilidad marginal derivada del consumo de cada unidad adicional de un bien.
Observe que cuando el precio es de $4, adquiere cada una de las cuatro pizzas a ese precio aun cuando habría estado dispuesto a pagar más de $4 la pieza por las primeras tres pizzas. La primera pizza proporciona una utilidad marginal cuya valoración será de $5, de hecho, habría estado dispuesto, si hubiera sido necesario, a pagar $7 por la primera, $6 por la segunda y $5 por la tercera. El valor de la utilidad de las primeras 4 pizzas es $7+ $6 + $5+ $4= $22. pero cuando el precio es $4, obtiene todas su pizzas por $16. por lo tanto, un precio de $4 configura un excedente del consumidor, o una bonificación al consumidor, igual a la diferencia entre la cantidad máxima que hubiera estado dispuesto a pagar ($22) y lo que en realidad pagó ($16). Cuando el precio es $4 por pizza, su excedente del consumidor es $6, tal como lo muestran los 6 bloques de líneas onduladas en la presentación. El excedente del consumidor es igual al valor de la utilidad total que obtiene del consumir la pizza menos el total de lo que gastó en pizza.
Si el precio baja a $3, usted comprará cinco pizzas al mes, pues considerará que el beneficio marginal que obtiene de la quinta pizza cuesta cuando menos $3. El precio más bajo significa que usted tendrá la oportunidad de comprar todas las pizzas por $3, aun cuando la mayoría de ellas cuesten más de $3. Su excedente del consumidor cuando el precio es de $3 es el valor de la utilidad total conferido por las primeras cinco pizzas, es decir, $7 + $6 +$5 +$4+$3= $25, menos el costo, el cual es $3 * 5. de manera que el excedente del consumidor es de $25- $15 = $10, tal como lo indican los bloques sombreados en la presentación. Cuando el precio disminuye a $3, podrá comprar todas las unidades por menos dinero, de modo que su excedente del consumidor se incrementara en $4, como lo ilustra la figura. Los consumidores se benefician con los precios más bajos.

### Demanda del mercado y excedente del consumidor
La curva de la demanda de mercado es simplemente la suma horizontal de las curvas de demanda individuales que corresponde a todos los consumidores del mercado. La siguiente presentación muestra cómo las curvas de demanda, se han sumado horizontalmente, a fin de generar la curva de demanda de mercado por ejemplo, al precio de $4 por pizza, la demanda del consumidor A es de 6 pizzas, la del consumidor B de 4 y la del C de 2, lo que hace una cantidad total de la demanda de 12 pizzas. La curva de la demanda de mercado representa la cantidad total de la demanda por parte de todos los consumidores a distintos precios.
Con cierta limitaciones que no necesitamos señalar aquí, el concepto del excedente del consumidor puede usarse para examinar la demanda de mercado, así como sumar los excedentes de cada consumidor para así llegar al excedente de consumidor del mercado. Al igual que las curvas de demanda individuales, el excedente del consumidor para la curva de demanda de mercado se mide por la diferencia entre el valor de la utilidad total obtenida del consumo y el monto total pagado por ese consumo.
Al precio de la pizza, la cantidad de demanda del consumidor A es de 4 pizzas, la del consumidor B de 2, la del consumidor C cero. La demanda total de mercado a un precio de $4 es 4+2+0 =6 unidades. A un precio más bajo de $2 por pizza, la cantidad de demanda del consumidor es de 6 pizzas, la del consumidor B de 4 y la del consumidor C de 2. la demanda de mercado a un precio de $2 es de 12 unidades. La curva de demanda de mercado D es la suma horizontal de las curvas de demanda individuales dA, dB, y dC.

### Críticas
Estos razonamientos sobre el excedente del consumidor (y así también el de excedente del productor) han sido duramente criticados, particularmente por los economistas de la escuela austríaca. Por ejemplo, Robert P. Murphy comenta algunos errores que los economistas matemáticos cometen en el análisis:
- Asumen que se puede deducir información, de las correspondientes escalas de valoraciones de los individuos, que no ha sido revelada en la acción.
- Asumen que el dinero es una vara de medida del valor subjetivo.
- Asumen que la utilidad puede medirse en unidades de utilidad.

Una crítica en común de los referentes de esta escuela, es precisamente la medida de utilidad. El valor de los fines, y por tanto, la utilidad (marginal) de los bienes, no puede medirse de manera cardinal, sino solo de manera ordinal. Por ejemplo, una persona puede decir que le gusta el helado de chocolate más que el helado de vainilla; pero nunca podrá establecer en que proporción le es más útil uno que el otro, pues la utilidad es puramente subjetiva y cambiante, y no existen unidades de medida alguna que permitan medir esta utilidad. Así, los mismos problemas resultan de comparar utilidades marginales de distintas personas, pues al ser subjetiva e inconmensurable, resulta imposible comparar las utilidades intrasubjetivas, e incluso aunque el precio nos acerque a esa aproximación, de ninguna forma debe confundirse precio con utilidad.

## Excedentes del productor

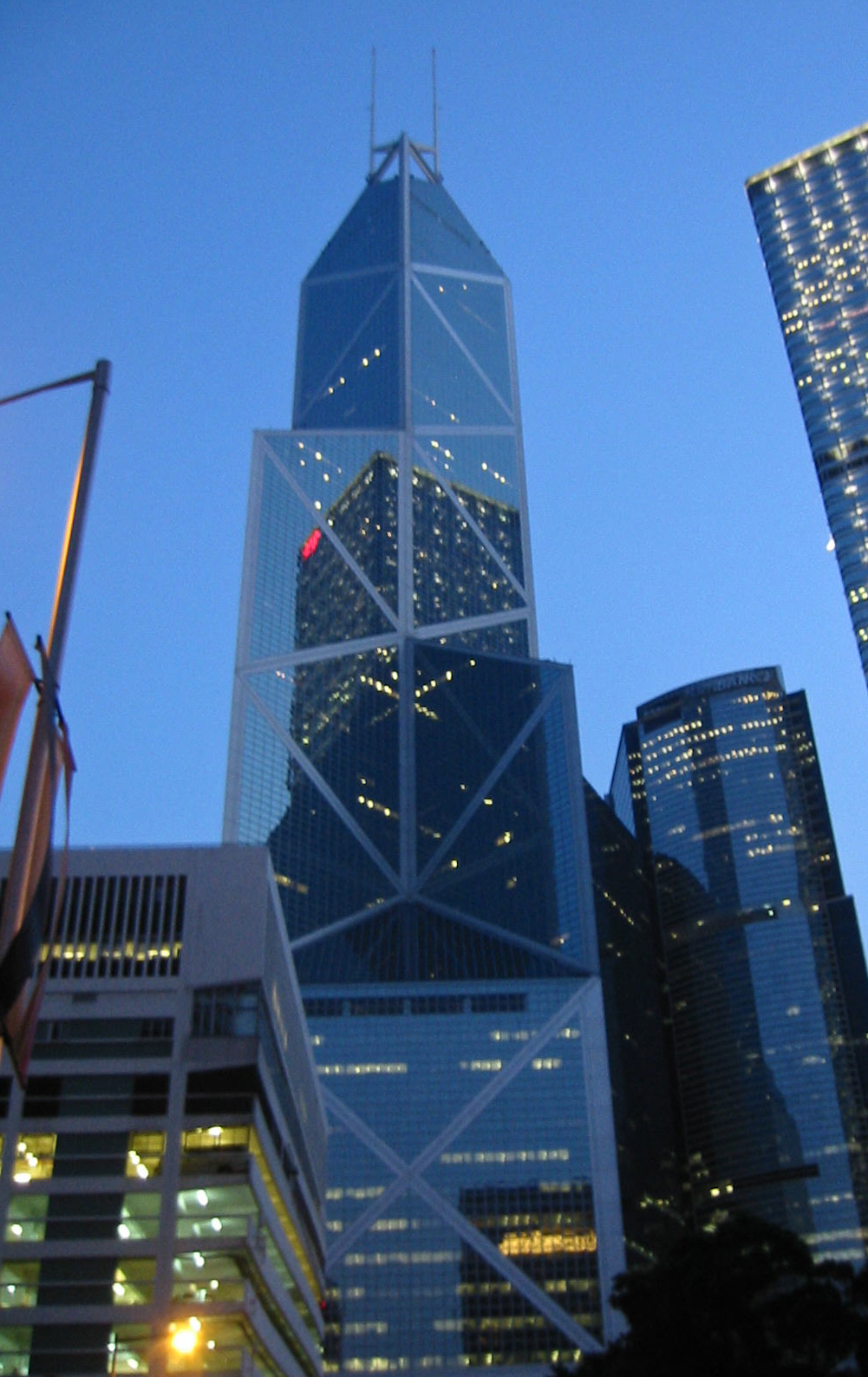
El rascacielos Bank of China Tower, localizado en la desde 1997 región administrativa especial china de Hong Kong.

El excedente del productor es el ingreso total que reciben los productores por un bien, menos el costo variable total que les representan producir ese bien. Esa área representada en el gráfico simboliza el precio de mercado menos el coste marginal de cada unidad producida. La eficiencia en la asignación ocurre en el punto e, que es la combinación de precios y cantidad que maximiza la suma del excedente del productor no es lo mismo que la ganancia económica. Cualquier precio que exceda el costo variable promedio resultará en un excedente del productor a corto plazo, aun cuando ese precio pueda causar una pérdida económica a corto plazo. La definición del excedente del productor omite el coste fijo, debido a que este es irrelevante para la determinación de la producción a corto plazo. Las empresas no pueden evitar pagar los costos fijos a corto plazo, independientemente de lo que decidan hacer. Los costos fijos son no recurrente a corto plazo, dado que la empresa debe cubrirlos, ya sea que produzca o no. Es el costo variable lo único que importa. Para cada empresa, el costo marginal es el incremento en el costo variable total a medida que la producción aumenta y la suma de los costos marginales de todas las unidades es el costo variable total.
El excedente del productor se observa más fácilmente a corto que a largo plazo. Si el excedente del productor se define como el ingreso total menos el costo variable total, el excedente del productor a largo plazo para industrias perfectamente competitivas es cero. En equilibrio a largo plazo todos los costos son variables y el costo total es igual al ingreso total, de modo que no hay excedente del productor.

### Los excedentes del productor a corto plazo
También se pueden ver en la función de beneficios para definir el excedente del productor a corto plazo como la variación de los beneficios cuando los precios aumentan de cero hasta el valor del mercado.
Los productores obtienen casi siempre a corto plazo una ganancia neta, o excedente, de intercambio de mercado, dado que la cantidad que obtienen de su producción excede el monto mínimo necesario para suministrar esa cantidad del bien a corto plazo. La curva de la oferta del mercado a corto plazo es la suma de esa porción de la curva de costo marginal de cada empresa en o por arriba del punto mínimo de su curva de costo variable promedio.

### Excedentes del productor a largo plazo
El excedente está compuesto por la de los beneficios a corto plazo más los costes fijos a corto plazo. Puesto que el equilibrio a largo plazo, los beneficios son nulos y no hay costes fijos, desaparece todo este excedente a corto plazo, los propietarios de las empresas son indiferentes al mercado en concreto en el que se encuentren, porque pueden obtener los mismos rendimientos con sus inversiones en cualquier otro mercado. Sin embargo, los proveedores de los factores productivos de las empresas no serán indiferentes ante el nivel de producción en una determinada industria. Por supuesto, en el caso de costes constantes se supone que los precios de los factores son independientes del nivel de producción partiendo del supuesto de que los precios pueden obtener la misma cantidad de ingresos en el precio de algunos factores, por lo que los proveedores de estos factores estarán en una situación mejor. El análisis de estos efectos sobre los precios lleva al concepto del excedente del productor a largo plazo: el excedente del productor al largo plazo representa el rendimiento adicional de los factores productivos de una industria que supera lo que ingresaría estos factores si la producción de la industria fuera nula.
Tal vez resulte sorprendente que el excedente del productor a largo plazo se pueda representar gráficamente de la misma forma con que se representa el excedente del productor a corto plazo. El excedente del productor a largo plazo viene dado por el área por encima de la curva de oferta a largo plazo y por debajo del precio de equilibrio del mercado. En el caso de costes constantes, la oferta a largo es infinitamente elástica, y esta área será igual a cero, demostrando que no existen estos rendimientos superiores. Sin embargo, en el caso de costes crecientes, la oferta a largo plazo tendrá pendiente positiva y se generan rendimientos superiores de los factores productivos a medida que aumente la producción de la industria.
Puesto que este concepto del excedente del productor a largo plazo se utiliza mucho en el análisis aplicado.
es excedente es lo que realmente ganan o pierden los consumidores